# Leninia stellans
Leninia stellans ist eine Art der Ichthyosaurier aus der Familie der Ophthalmosaurinae. Bisher ist lediglich ein unvollständiger Schädel bekannt, der aus der Unterkreide (Unteres Albium) der russischen Oblast Uljanowsk stammt.

## Merkmale und Lebensweise
Wie andere Ichthyosaurier zeichnete sich Leninia vermutlich durch einen delphinartigen Körperbau, eine lange Schnauze sowie proportional große Augen aus. Überliefert ist der hintere Abschnitt des Schädels; der Großteil der Schnauze fehlt. Das Fossil ist dreidimensional erhalten, die Schädelknochen befinden sich noch in ihrem anatomischen Verbund. Zähne sind in dem erhaltenen Schnauzenabschnitt nicht überliefert; Leninia war vermutlich entweder zahnlos oder besaß eine stark reduzierte Bezahnung. In der linken Augenhöhle ist ein vollständiger und unverdrückter Skleralring erhalten. Diese knöcherne Verstärkung des Auges besteht aus 14 ineinander verzahnten, zu einem Ring angeordneten trapezförmigen Knöchelchen. Der Skleralring zeigt einen Durchmesser von ca. 18 Zentimetern – damit liegt er in der Größenordnung von Ophthalmosaurus und heutigen Riesenkalmaren, den Tieren mit den größten bekannten Augen. Die großen Augen deuten darauf hin, dass Leninia in großen Wassertiefen bei geringer Lichtintensität jagte.

## Systematik und Bedeutung
Ichthyosaurier besetzten eine große Bandbreite verschiedener ökologischer Nischen. Nur wenige Vertreter zeigen Anpassungen an das Jagen in großer Wassertiefe – der bekannteste ist die Gattung Ophthalmosaurus. Ophthalmosaurus wurde häufig als stark spezialisierte Ausnahme betrachtet. Heute sind verschiedene nahe Verwandte von Ophthalmosaurus bekannt, welche dieselben spezialisierten Anpassungen zeigen; zusammen mit Ophthalmosaurus werden sie als Ophthalmosaurinae zusammengefasst. Leninia als einer der letzten Vertreter dieser Gruppe zeigt, dass sich die Ophthalmosaurinae während ihrer langen Stammesgeschichte vom Mitteljura bis zum Ende der Unterkreide kaum veränderten.

## Fund und Namensgebung

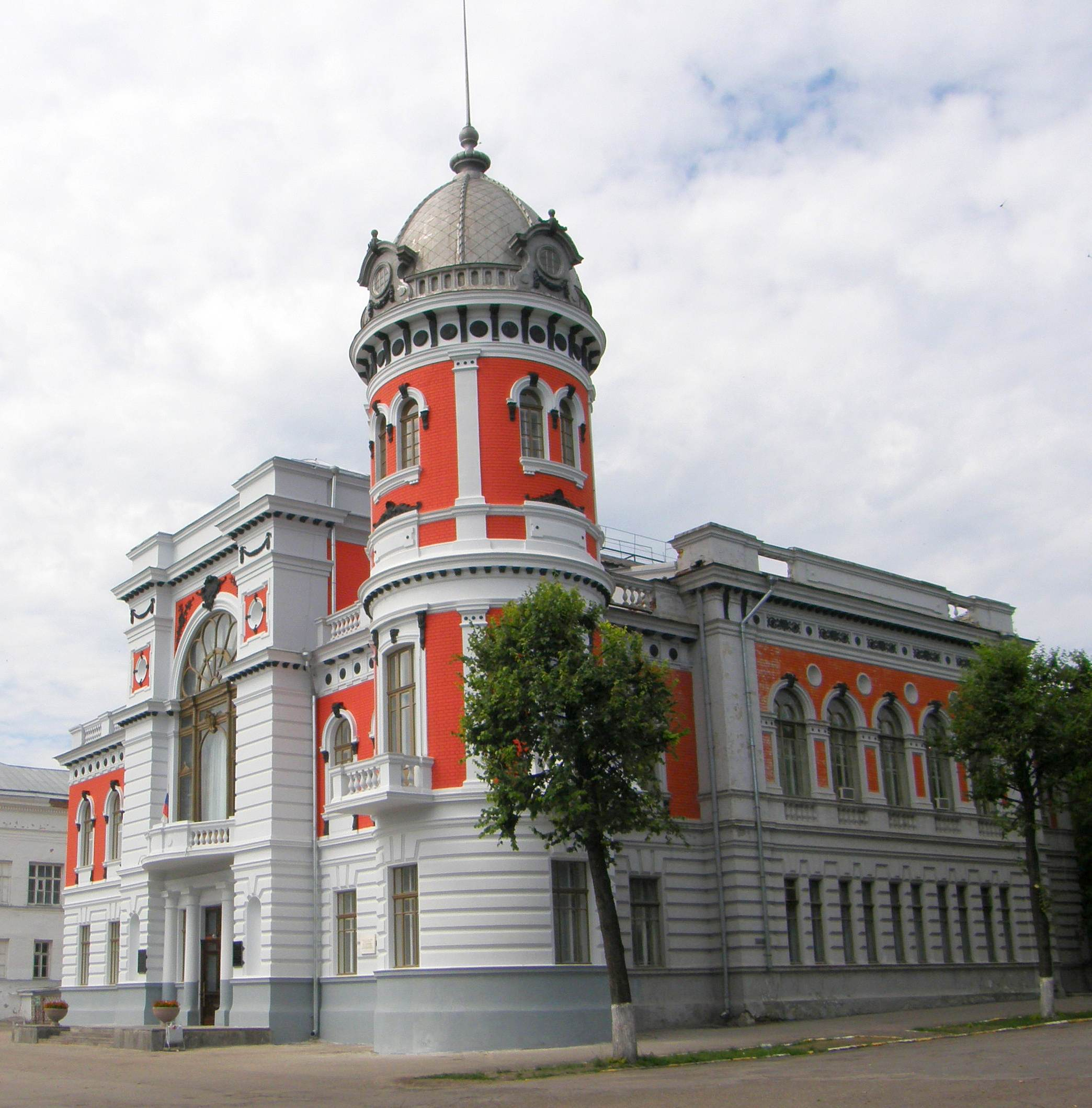
Das Heimatmuseum der Oblast in Uljanowsk

Das Fossil wurde am rechten Ufer der Wolga südöstlich des Dorfes Kriuschi entdeckt. Es fand sich innerhalb einer lose vorgefundenen Kalkkonkretion, die jedoch wahrscheinlich einer bestimmten lokalen Gesteinsschicht entstammt, die anhand ihrer Ammonitenfauna dem Unteren Albium zugeordnet werden kann.
Das Fossil ist im Heimatmuseum der Oblast Uljanowsk ausgestellt. Uljanowsk ist die Geburtsstadt Lenins, nach dem die Gattung benannt ist. Der zweite Teil des Artnamens, stellans, verweist auf die Knochennaht zwischen Stirn- und Scheitelbein, die bei Leninia sternenförmig erscheint.